# Volubilis
Volubilis (arabisk: وليلي, Walili) er en romersk ruinby i Marokko, beliggende nær byen Meknes mellem Fez og Rabat. Volubilis er den bedst bevarede romerske by i denne del af Nordafrika, og blev af den grund opført på UNESCOs verdensarvliste i 1997.
I oldtiden var Volubilis en betydningsfuld romersk by, ved rigets vestligste grænser. Byen blev anlagt på samme sted som en tidligere kathagensk bosættelse fra før 300 f.Kr. Volubilis var provinshovedstad i den romerske provins Mauretania Tingitana; dette var en frugtbar region som eksporterede korn og olivenolie, blandt andet til Rom.
Romerne forlod det meste af Marokko omkring år 300; men beholdt Volubilis til byen efter alt at dømme blev ødelagt af et jordskælv i slutningen af 300-tallet. Fra 500-tallet findes der imidlertid en lille gruppe gravminder skrevet på latin som tyder på at der da fandtes et kristent samfund her, som fortsat brugte romersk datering. Møntfund viser at byen var okkuperet af Abbasiderne, flere af disse mønter har indskriften Walila.
Fyrsten Idris I, som grundlagde Idrisiddynastiet og lagde grundlaget for muslimsk indflydelse i Marokko, indtog byen i 788. Byen var da styret af Awraba-klanen, som hurtigt anerkendte Idris' overhøjhed og udråbte ham til imam. På tre korte år havde han befæstet sin magt i regionen, før han døde og efterlod sig en gravid fyrstinde af Awrabaafstamning og en loaal slave, Rashid. Rashid fungerede som regent ind til Idris II voksede til. På dette tidspunkt var hoffet imidlertid flyttet til Fez, og efterladt Volubilis til Awrabaerne.

## Ruinerne
Ruinerne blev skadet under Jordskælvet i Lissabon i 1755, og i de følgende år blev marmoren her fjernet og brugt til byggeprojekter i den nærliggende by Meknes.
Franske arkæologer begyndte udgravninger her i 1915, og omfattende rester af romerbyen er blevet afdækket. Siden 2000 er udgravningerne udført af University College London og det marokkanske Institut National des Sciences de l’Archéologie et du Patrimoine, under ledelse af Elizabeth Fentress, Gaetano Palumbo og Hassan Limane. Disse udgravninger har afdækket det som ser ud til at være Idris' palads, nedenfor og vest for romerbyen. Udgravningerne har også afdækket en middelalderby.

## Bygningsrester fra romertiden
| - Basilika - Termer - Jupitertemplet - Et Capitol | - Triumfbue - mosaikker - oliepresser - kornmagasiner |

## Eksterne kilder og henvisninger
- The Volubilis Project, oversigter og udgravingsrapporter

- Wikimedia Commons har flere filer relateret til Volubilis